# Hexakarbonyl chromu
Hexakarbonyl chromu je komplexní sloučenina se vzorcem Cr(CO)6. Jedná se o pevnou, na vzduchu stálou, látku, která snadno sublimuje. Atom chromu má v tomto komplexu oxidační číslo 0. Molekula má oktaedrickou geometrii, přičemž vazby Cr–C mají délku 191 pm a vazby C–O 114 pm.

## Historie
Příprava Cr(CO)6 byla popsána v několika článcích z let 1926–1927. Postup spočívá v reakci chromitých solí s oxidem uhelnatým o vysokém tlaku za přítomnosti fenylmagnesiumbromidu jako redukčního činidla.

## Deriváty
V tetrahydrofuranu (THF) se hexakarbonyl chromu zahřátím nebo působením ultrafialového záření mění za odštěpení jednoho CO ligandu na Cr(CO)5(THF); THF ligand lze snadno nahradit jinými. THF komplex se obvykle připravuje těsně před použitím.
Reakcí hexakarbonylu chromu v matrici za přítomnosti ultrafialového záření vznikají nestálé adukty, jako jsou komplexy s některými vzácnými plyny.

### Arenové deriváty
Zahřívání roztoků Cr(CO)6 v aromatických rozpouštědlech vedou k  náhradě tří karbonylových ligandů (tyto reakce probíhají nejlépe u arenů bohatých na elektrony):
Cr(CO)6 + C6H5R → Cr(CO)3(C6H5R) + 3 CO
Produkty jsou, obvykle žluté, pevné látky. Jako příklad lze uvést (benzen)trikarbonyl chromu.

### Fischerovy karbeny a karbyny
Alkylované a arylované organolithné sloučeniny se navazují na Cr(CO)6 za vzniku aniontových acylových komplexů. Tyto komplexy lze poté alkylovat, například trimethyloxoniumtetrafluoroborátem (Me3O+) za vzniku (OC)5Cr=C(OMe)R, použitelného na přípravu komplexů Fischerových karbenů:

### Cyklopentadienylové sloučeniny
Reakcí hexakarbonylu chromu s cyklopentadienidem sodným se vytváří NaCr(CO)3(C5H5). Oxidace této soli vede k dimeru trikarbonylu cyklopentadienylchromu (Cp2Cr2(CO)6). Vzniklý komplex se vyskytuje v rovnováze s chromným radikálem CpCr(CO)3.

## Bezpečnost
Podobně jako řada dalších karbonylů kovů, jako jsou tetrakarbonyl niklu a pentakarbonyl železa, je hexakarbonyl chromu toxický a pravděpodobně i karcinogenní. Jeho tlak páry, 0,13 kPa při 36 °C, je v porovnání s ostatními karbonyly vysoký.